# Paraphenice couturieri
Paraphenice couturieri är en insektsart som beskrevs av Van Stalle 1986. Paraphenice couturieri ingår i släktet Paraphenice och familjen Derbidae. Inga underarter finns listade i Catalogue of Life.